# ゴラムレザ・レザイー
ゴラムレザ・レザイー（غلامرضا رضایی, Gholamreza Rezaei, 1984年8月6日 - ）は、イラン出身で同国代表のサッカー選手。ポジションはフォワード。

## 経歴
2004年、出身地のシーラーズの地元のクラブ、ファジュル・セパーシーFCとプロ契約を結ぶ。2007年にはテヘランの強豪クラブ、サバー・ゴムFCと契約。2007-2008年シーズンにはペルセポリスFCが獲得に興味を示し、次シーズンよりペルセポリスでプレーすることでペルセポリスと選手間の合意を交わしたが、サバー・ゴムFCが放出を拒絶し、次のシーズンもサバ・ゴムFCで送ることになった。2008年シーズンからは度々イラン代表に招集されることで疲労がたまり、クラブでも控えに回ることが多くなった。環境を変えるべく、2009年にはアラブ首長国連邦のエミレーツ・クラブに移籍したものの、UAEリーグに適応できず、半年でイランのフーラードFCに移籍。2010年にはイラン代表に自身を招集したアリ・ダエイが監督を務めるペルセポリスに移籍した。すると移籍後最初の4試合で3ゴールをマークするなどチームの一員として機能し、2010-2011シーズンにはチームをハズフィー・カップ優勝に導いた。

## 所属クラブ
- ファジュル・セパーシーFC 2004-2007
- サバー・ゴムFC 2007-2009
- エミレーツ・クラブ 2009
- フーラード・フーゼスターン 2009-2010
- ペルセポリスFC 2010-2013
- フーラード・フーゼスターン 2013-2014
- ナフト・テヘランFC 2014-2015
- サイパFC 2015-2017
- セピードルード・ラシュトFC 2017-